# Мария Стюарт, принцесса Оранская
Мари́я Генрие́тта Стю́арт, также Мари́я Генрие́тта Англи́йская (англ. Mary Henrietta of England; 4 ноября 1631, Сент-Джеймсский дворец, Лондон — 24 декабря 1660, дворец Уайтхолл, Лондон) — старшая дочь короля Англии и Шотландии Карла I.
Мария была выдана замуж за будущего штатгальтера Нидерландов Вильгельма II Оранского в возрасте семи лет, однако до достижения возраста брачного согласия она должна была оставаться в Англии с родителями. Этому помешала накалившаяся в начале 1642 года обстановка в стране. Мария с матерью отбыла ко двору супруга, который пять лет спустя унаследовал титулы штатгальтера Нидерландов и принца Оранского.
Вильгельм умер в 1650 году; за два дня до смерти мужа Мария родила сына Вильгельма, который позднее благодаря браку с племянницей матери, также Марией, стал королём Англии, Шотландии и Ирландии. Мария, ставшая единственным опекуном сына, не была популярна в Нидерландах из-за оказания помощи своим братьям, кроме того у неё были сложные отношения со свекровью Амалией Сольмс-Браунфельсской, считавшей принцессу молодой и неопытной.
После реставрации монархии в Англии в 1660 году Мария отбыла на празднования в Лондон, где заболела оспой и умерла.

## Происхождение и ранние годы

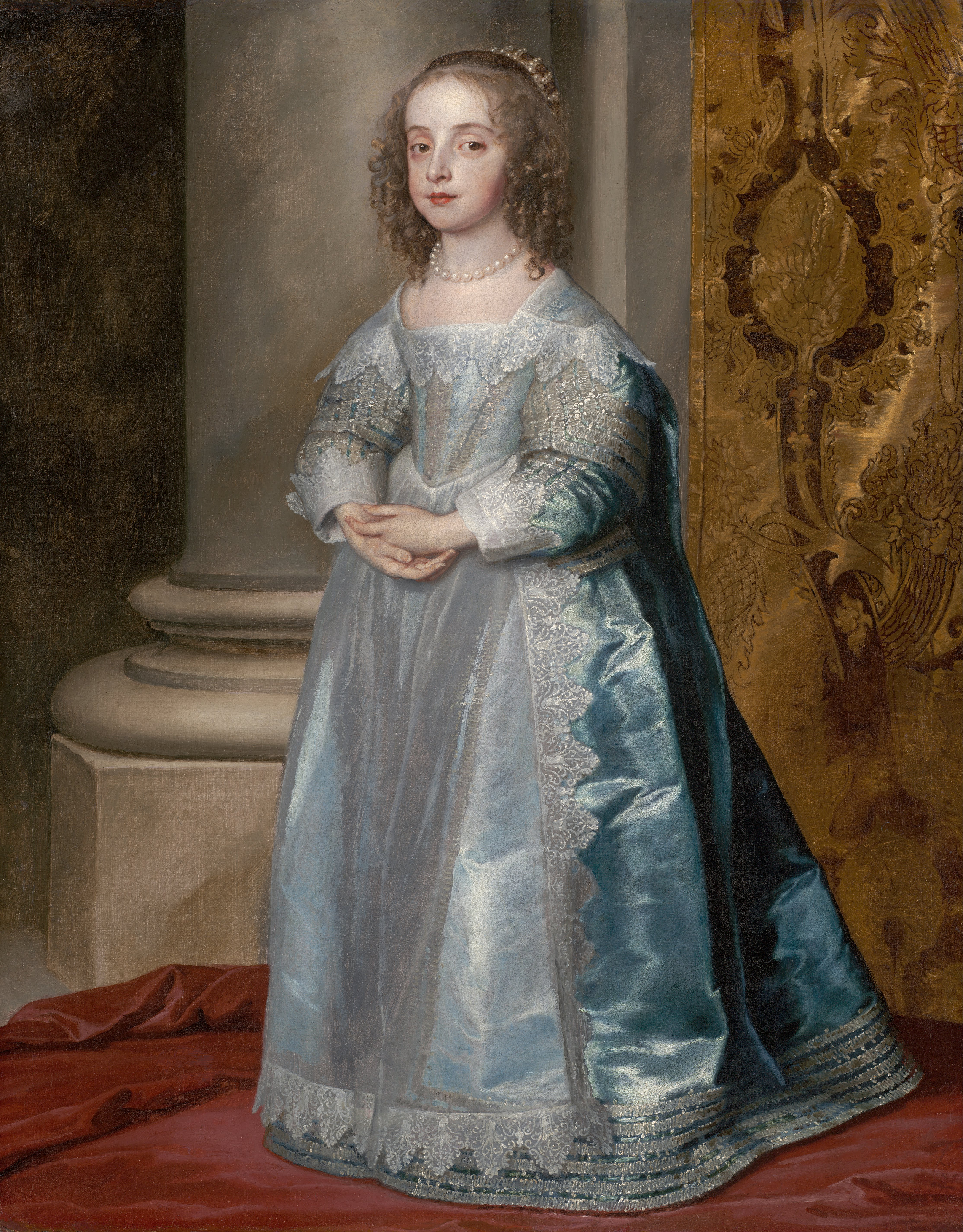
Мария в возрасте около 6 лет.
Антонис ван Дейк, приблизительно 1637 год

Мария Генриетта родилась 4 ноября 1631 года в Сент-Джеймсском дворце в Лондоне и была третьим ребёнком и старшей дочерью из девяти детей английского короля Карла I и его жены Генриетты Марии — младшей дочери французского короля Генриха IV и Марии Медичи. Девочка была крещена в тот же день, поскольку существовали опасения, что новорождённая принцесса не обладает хорошим здоровьем и может умереть; церемонию провёл епископ Лондонский Уильям Лод. Своё первое имя девочка получила в честь бабки по матери Марии Медичи. Первое публичное появление принцессы состоялось в 1640 году на крещении её брата Генри; Мария стала единственной крёстной маленького принца.
Первые годы своей жизни Мария провела вместе с братьями и сёстрами в Сент-Джеймсском дворце, а также в Ричмондском дворце и Хэмптон-корте. Воспитанием девочки занималась графиня Роксбург. Мария была известна своей грацией, красотой и манерами; кроме того, она преуспела в танцах, однако её познания в науках оставляли желать лучшего. Мать девочки, королева Генриетта Мария, желала обратить дочь в католичество, для чего ввела в круг друзей Марии молодую леди, тайно исповедовавшую католицизм, однако отец принцессы быстро пресёк действия жены.
В январе 1640 года, когда Марии было восемь лет, поступило первое предложение о браке: в мужья юной принцессе предлагался пятнадцатилетний Вильгельм Оранский, старший сын штатгальтера Нидерландов Фредерика Генриха и Амалии Сольмс-Браунфельсской. Мать потенциального жениха когда-то была фрейлиной и близкой подругой тётки Марии — Елизаветы, королевы Богемии, что в последующем сыграло не последнюю роль в жизни Марии. Первоначальное предложение Оранского дома было отвергнуто королём Карлом I, желавшим выдать дочь замуж за сына испанского короля Филиппа IV. Обязательным условием для такого союза был переход принцессы в католичество, однако сама Мария, изучившая по просьбе матери основы католической религии, менять веру не захотела.

## Брак. Принцесса Оранская

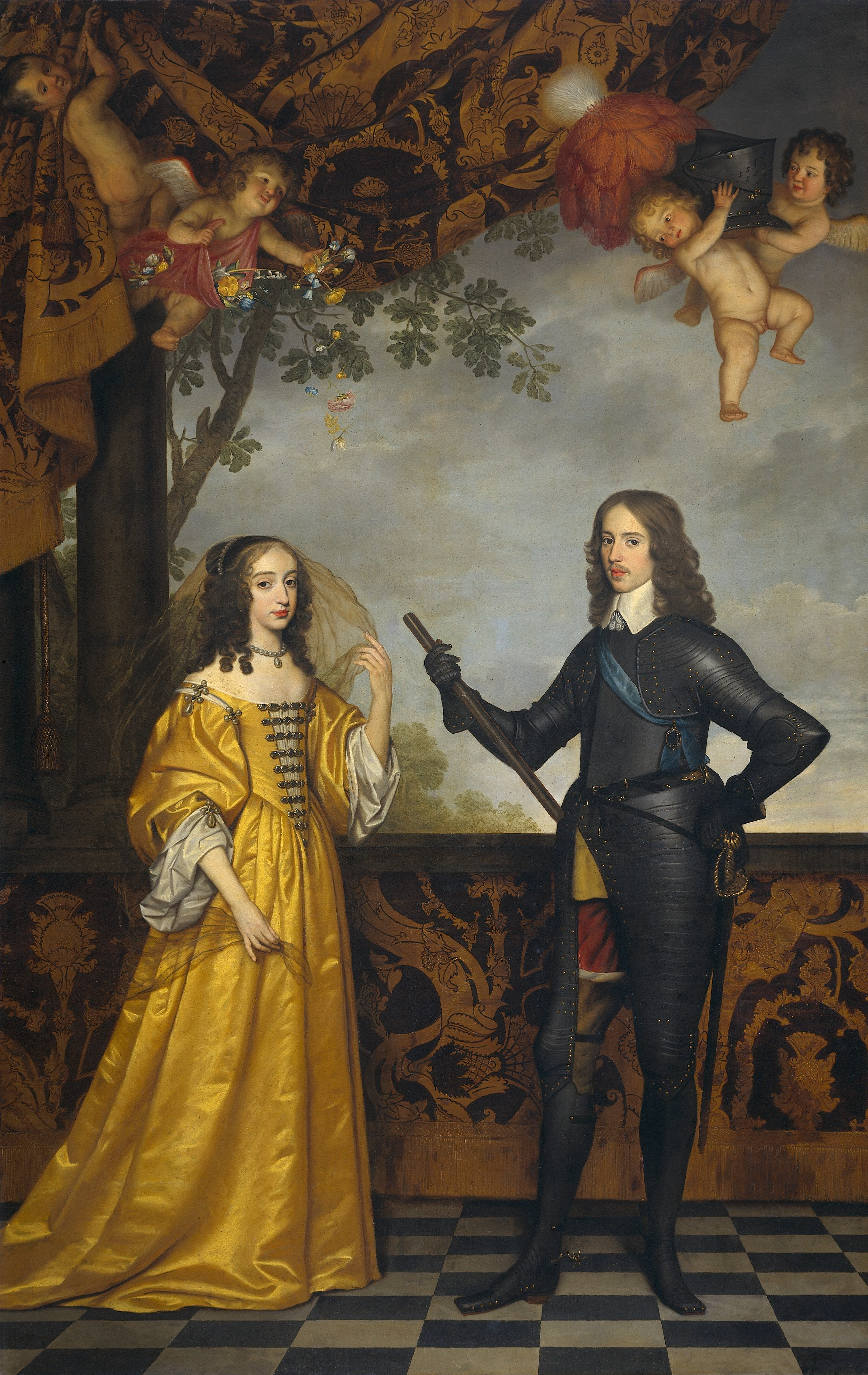
Мария с супругом.
Геррит ван Хонтхорст, 1647 год

К концу 1630-х годов отношения между различными фракциями в английском обществе стали весьма напряжёнными; споры по поводу религии, общественных отношений, морали и политической власти становились всё более острыми. Одновременно мать Марии, открыто исповедовавшая католицизм, становилась всё более непопулярной в стране. В конце 1640 — начале 1641 года Карл I решился на новые переговоры с Фредериком Генрихом Оранским.
Договорённость о браке Марии была достигнута быстро и уже 10 февраля 1641 года Карл I объявил в парламенте, что соглашение о браке его дочери фактически заключено и что остаётся только рассмотреть этот союз с политической точки зрения. Сам Карл рассчитывал, что в случае крайней необходимости, Фредерик Генрих поможет ему поддержать королевскую власть в Англии. Скромная свадебная церемония прошла в Уайтхолле 2 мая 1641 года. Королева Генриетта Мария не смогла присутствовать на религиозной церемонии, поскольку она проводилась по протестантскому обряду; вместо этого мать девочки наблюдала за церемонией с небольшой галереи. Бракосочетание старшей дочери короля фактически не праздновалось в Англии, поскольку страна находилась на пороге войны, разразившейся меньше, чем через год. Мария и Вильгельм получили поздравления от придворных, а также несколько подарков; кроме того, в честь молодожёнов был дан залп из 120 орудий, после чего Вильгельм вернулся в Нидерланды. По брачному договору принцесса могла оставаться в Англии до достижения ею двенадцати лет; супруг Марии должен был предоставлять ей 1500 ливров в год на личные расходы, кроме того, в случае преждевременной кончины Вильгельма, Мария получала содержание в размере 10 000 ливров в год и две резиденции в личное пользование. Также договор содержал пункт, согласно которому Марии и её придворным разрешалось свободно исповедовать свою религию, которая несколько отличалась от религии в стране её будущего супруга.
В начале 1642 года обстановка в стране накалилась. Мария с родителями была вынуждена укрыться в Хэмптон-корте, однако ситуация неуклонно переходила в открытую войну, и в феврале мать девочки вместе с ней отбыла в Гаагу; для того, чтобы переправить принцессу и королеву в Нидерланды в Англию, прибыл голландский эскорт из пятнадцати кораблей. Вместе с Марией в Нидерланды отправилась её гувернантка леди Стэнхоуп, ставшая впоследствии доверенным лицом и компаньонкой принцессы. С политической точки зрения брак Марии частично окупился в 1643 году, когда королеве Генриетте Марии удалось убедить голландцев снарядить для её супруга целый корабль оружия и переправиться с ним в Йоркшир.
В начале 1642 года, незадолго от отбытия в Нидерланды, Мария получила от отца титул «королевской принцессы». Этот титул был введён по просьбе королевы Генриетты Марии, которая желала, чтобы её старшая дочь носила отличительный титул по французскому образцу, где старшая незамужняя дочь монарха именовалась мадам Руаяль.
В ноябре 1643 года в Гааге прошла вторая брачная церемония между Марией и Вильгельмом. Несмотря на то, что Мария уже достигла двенадцатилетнего возраста, её брак не был консуммирован до 1644 года. В феврале 1644 года Мария полностью влилась в жизнь двора. Она давала аудиенции, встречалась с иностранными послами и выполняла все положенные ей функции с важностью и чинностью, поразительной для её лет. В марте она участвовала в ряде придворных торжеств по случаю недавнего альянса между Францией и Нидерландами и возглавляла развлекательные мероприятия, которые устраивал её супруг для французских посланников.
Мария, постоянно получавшая новости из Англии, сочувствовала отцу и в декабре 1646 года с голландским торговым судном отправила Карлу I письмо, в котором призывала его воспользоваться случаем и бежать в Нидерланды, однако Карл не прислушался к дочери. В Нидерландах у Марии сложились весьма тёплые отношения с тёткой — Елизаветой, бывшей королевой Богемии, пребывавшей в Гааге в изгнании. Однако добросердечных отношений со свекровью у Марии так и не сложилось, поэтому она старалась минимизировать контакт с Амалией.
Свёкор Марии Фредерик Генрих умер 14 марта 1647 года. В день его смерти был созван парламент, который провозгласил Вильгельма наследником отца в качестве штатгальтера и главы армии; один за другим оставшиеся титулы отца были признаны за супругом Марии, и он стал принцем Оранским. В 1648 году принцессу навестили братья Чарльз, принц Уэльский, и Джеймс, герцог Йоркский. В 1649 году был казнён отец Марии; после смерти Карла I принцесса помогла многим знатным англичанам и сторонникам её отца, вынужденным бежать из страны. Среди тех, кто оказался под покровительством принцессы, была и семья Анны Хайд — будущей жены герцога Йоркского и матери двух английских королев.

## Вдовство

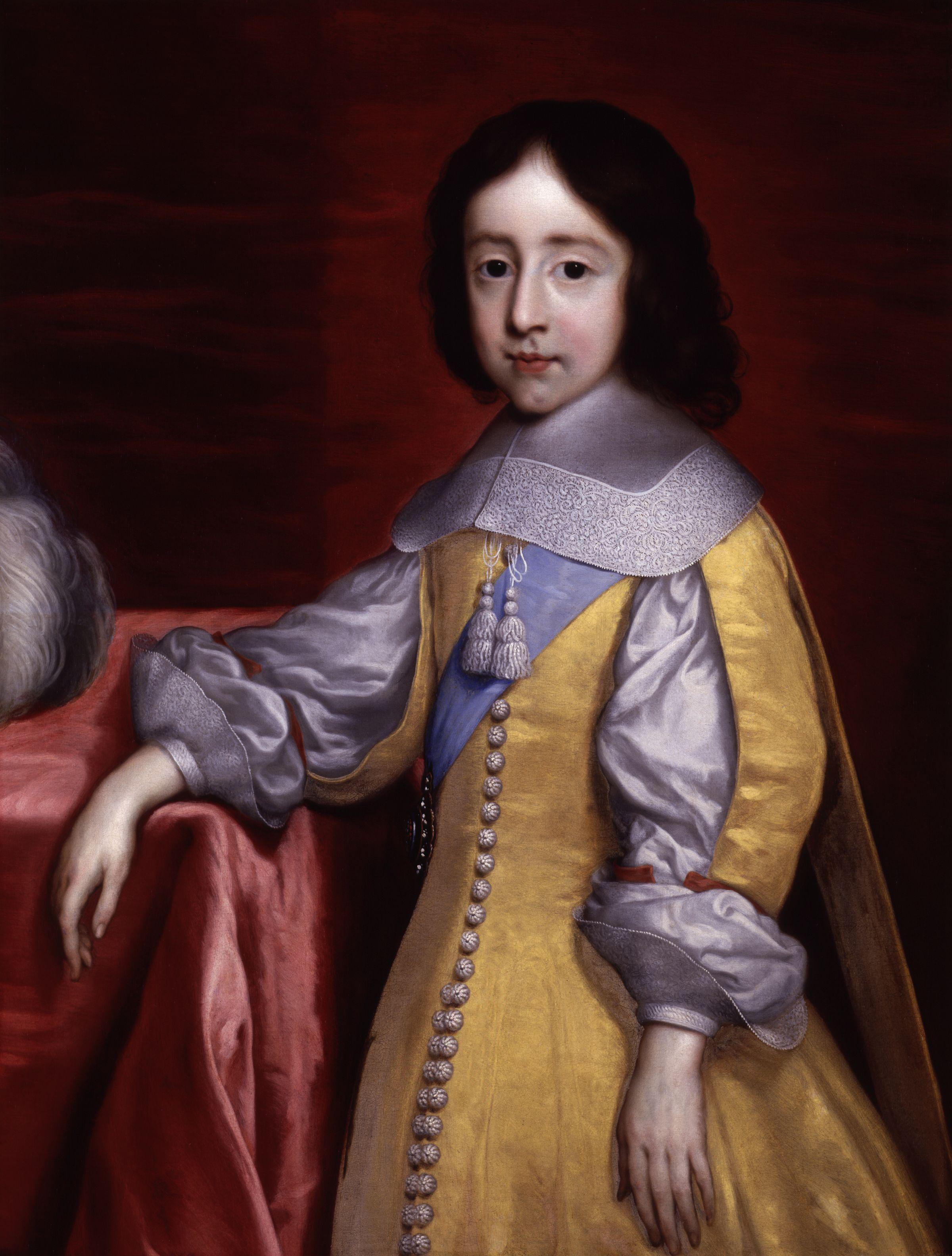
Портрет Вильгельма III Оранского в детстве
Корнелис Янсенс ван Кёлен, до 1661 года

Осенью 1647 года у Марии случился выкидыш, после чего несколько лет принцесса не могла зачать. В начале 1650 года Мария снова была беременна. В конце октября — начале ноября, когда беременность принцессы подходила к концу, её супруг заболел оспой и умер 6 ноября; за два дня до его смерти, в день своего девятнадцатилетия, Мария родила сына Вильгельма. Колыбель новорождённого принца была задрапирована чёрной тканью в знак скорби по его отцу. Поскольку титулы штатгальтера Нидерландов и принца Оранского не являлись наследуемыми, маленький Вильгельм не получил их сразу после рождения.
Вскоре после рождения сына у Марии произошло несколько конфликтов со свекровью. Мария планировала назвать сына Карлом — в честь своего казнённого отца, однако Амалия настаивала на том, чтобы мальчика назвали Вильгельмом, что было более удачным выбором: первым правителем независимых провинций был Вильгельм I Оранский, кроме того, покойный отец мальчика также желал назвать сына Вильгельмом. Выиграв битву за имя внука, Амалия собиралась стать и его опекуном, ссылаясь на то, что Мария слишком молода, однако 15 августа 1651 года было подписано официальное распоряжение парламента, которое сделало Марию единоличным опекуном и представителем сына, при этом Амалия и дядя маленького Вильгельма, курфюрст Бранденбурга, становились смотрителями за его владениями.
В целом Мария не была популярна в Нидерландах, которые больше симпатизировали Оливеру Кромвелю; сама принцесса из-за таких предпочтений голландцев отказалась нанимать их в услужение сыну. В январе 1650 года Мария вместе с братом Джеймсом и тёткой Елизаветой планировала скромно отметить первую годовщину смерти отца, однако правительство Нидерландов посчитало даже скромные мероприятия оскорбительными для английского правительства. Чуть позднее, когда посланники от английского парламента были приняты Генеральными штатами, Мария удалилась в свою вдовью резиденции в Бреде, однако влияние её партии не позволило англичанам заключить союз с Голландией. Вскоре после того, как в 1651 году Мария тайно приняла у себя брата Чарльза, считавшего себя королём, правительство страны запретило ей принимать каких-либо своих родственников. Двор Марии и её тётки называли гнездом гадюк, плетущих заговоры против свободных Нидерландов, Англии в целом и Кромвеля в частности.
В 1652 году настроения в Нидерландах изменились из-за начавшейся войны с Англией. Сын Марии был официально избран штатгальтером Зеландии и нескольких северных провинций, но де Витту, лидеру республики, удалось предотвратить его избрание в Голландии; кроме того, Кромвель при заключении мирного договора настаивал на принятии Акта устранения, который запрещал Голландии назначать членов Оранской династии на должность штатгальтера. Ещё одним требованием Кромвеля было изгнание всех врагов Английской республики из Голландии. Мария выразила официальный протест, однако он не был принят во внимание, несмотря на то, что стране угрожала гражданская война; мирный договор был подписан 27 мая 1654 года.
Чем больше у Марии возникало забот в связи с положением сына, тем больше страдало здоровье принцессы. Чтобы сократить собственные расходы в интересах братьев, она объявила о своём намерении отказаться от двух из четырёх находившихся в её распоряжении дворцов. В июле 1654 года она отправилась на водный курорт, где провела несколько недель, а затем навестила брата Чарльза в Кёльне, где располагался его двор. Она вернулась в Нидерланды в октябре, но уже в июле 1655 года вновь отправилась к Чарльзу в Кёльн, инкогнито посетила ярмарку во Франкфурте и вернулась домой 15 ноября. В январе 1656 Мария отправилась в Париж, где проживали её мать и младшая сестра Генриетта, и была принята со всеми почестями при французском дворе.

## Последние годы и смерть
В Нидерландах рано овдовевшую Марию посещали многочисленные поклонники и кандидаты в мужья, среди которых был Джордж Вильерс, 2-й герцог Бекингем. Как утверждали современники, в Париже свою руку и сердце Марии также предлагали герцог Савойский, курфюрст Ганновера и его брат Георг Вильгельм Брауншвейг-Люнебургский; кроме того, особую благосклонность принцессе выказывал кардинал Мазарини. Мария покинула Париж 21 ноября и после двухмесячного пребывания при дворе брата в Брюгге вернулась в Гаагу. Вскоре после возвращения Мария узнала о том, что её свекровь предложила Карлу II жениться на её дочери Генриетте, что глубоко возмутило принцессу. В 1658 году свекровь принцессы попыталась захватить пост регента при внуке, на который парламент страны назначил Марию, однако принцессе при поддержке французских родственников удалось отбить атаку Амалии.
В ноябре 1659 года Мария отправила сына для обучения в Лейденский университет. 14 мая следующего года парламент Нидерландов проинформировал Марию, пребывавшую в Бреде, о реставрации монархии в Англии и восшествии на престол её брата Чарльза (отныне короля Карла II). Несколько дней спустя она приняла участие в торжествах в Гааге по этому случаю. Сын Марии отныне занимал пятое место в линии наследования английского трона, и потому относиться к самой принцессе на родине её мужа стали гораздо терпимее: во всех городах, где Мария и Вильгельм были проездом или же посещали торжественные мероприятия, их встречали с королевскими почестями. После реставрации Стюартов было провозглашено, что Акт об исключении больше не действует, так как больше не существует Английской республики, и в 1660 году Мария, объединившись со свекровью, попыталась убедить штаты нескольких провинций признать Вильгельма будущим штатгальтером, но поначалу многие отказались.
30 сентября 1660 года Мария отплыла в Англию, где, зная о её заботе об изгнанных соотечественниках и братьях, её тепло приняли. По прибытии в Лондон Мария к своему удивлению и неудовольствию обнаружила, что её царственный брат не только признал законным брак Джеймса, герцога Йоркского, с Анной Хайд, бывшей фрейлиной Марии, но и её саму по его указу теперь называли матерью принцев и принцесс королевской крови. Этот факт огорчил принцессу настолько, что она решила существенно сократить свой визит на родину. Она присутствовала на официальной службе в часовне Уайтхолла, куда стекались все, кто хотел видеть её, а также дала частный приём в Уайтхолле для Элиаса Эшмола, чтобы увидеть некоторые анатомические курьёзы. Она приняла денежный подарок от парламента, полученный с письмом от 7 ноября, и попросила выплатить давно обещанное приданое; для разрешения этого вопроса король назначил комиссию. В ноябре 1660 года Мария встретилась с посольством из Соединённых провинций, прибывшим, чтобы обновить союз с Англией.
20 декабря английский двор всколыхнула весть о том, что Мария серьёзно больна оспой. Получив эти новости, мать принцессы прибыла к постели умирающей дочери и предприняла последнюю попытку обратить её в католичество, однако Мария отказалась. Генриетте Марии удалось настоять на том, чтобы лечением принцессы занялся её французский доктор, что, как считали многие современники, стало фатальным для Марии, поскольку доктор был ярым сторонником кровопускания. 24 декабря Мария подписала завещание и скончалась в тот же день. По собственному желанию принцесса была похоронена рядом со своим братом Генри Глостером, в сентябре 1660 года также умершим от оспы.
В своём завещании Мария попросила короля позаботиться об интересах её десятилетнего сына, опекуном которого стала его бабка Амалия. 4 июля 1672 года 21-летний Вильгельм после нескольких лет противостояния с правительством Нидерландов всё же был провозглашён штатгальтером и главнокомандующим. Пять лет спустя он женился на своей кузине Марии — дочери Якова II и Анны Хайд. В 1688 году при поддержке английских протестантов Вильгельм сверг отца Марии и вместе с ней был провозглашён правителем Англии, Шотландии и Ирландии.